# Tjalleberd
Tjalleberd (Fries: Tsjalbert) ([tsjɔlbət])), Gieters: Tsjalbert ([tsjɑ̙lbət])) is een dorp in de gemeente Heerenveen, in de Nederlandse provincie Friesland.
Het ligt ten noordoosten van de plaats Heerenveen. In 2023 telde het dorp 840 inwoners. 
Tot de gemeentelijke herindeling van 1934 vormde Tjalleberd met de dorpen Gersloot, Luinjeberd en Terband de gemeente Aengwirden. De vier dorpen worden nog steeds Aengwirden, of De Streek genoemd. Tjalleberd was de hoofdplaats van de gemeente.

## Geschiedenis

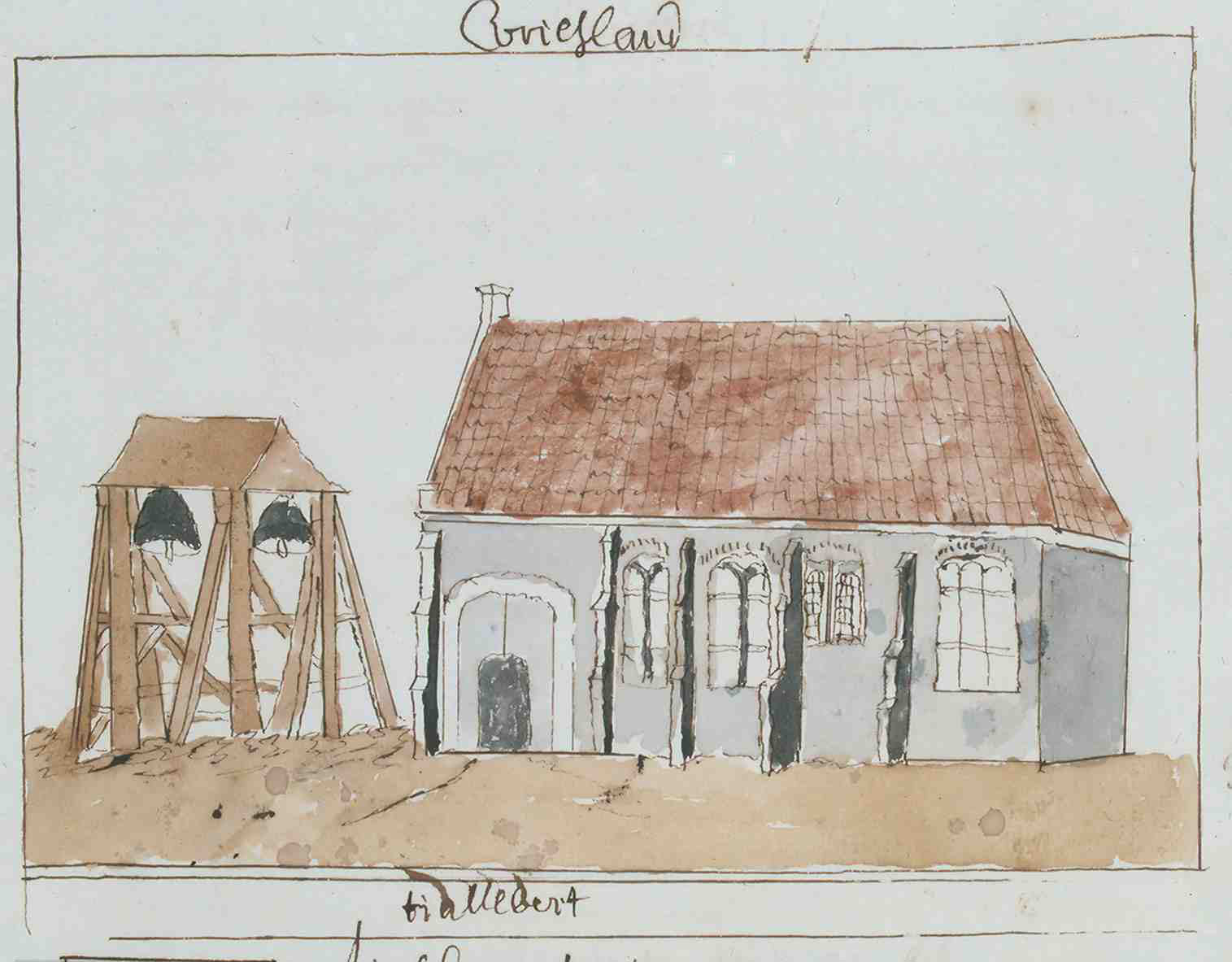
De kerk en klokkenstoel, Atlas Schoemaker: Friesland, 1710-1735

Het dorp was oorspronkelijk een wegdorp. In 1315 werd het vermeld als Tyanlaberde, in 1481 als to Tjallaberd en 1505 als Jellebert alias Tyalber. De plaatsnaam zou verwijzen naar een nederzetting (van het oud-Friese woord berde) van Tjalle.
In 1840 had het dorp 1025 inwoners. In 2006 waren er 737 inwoners en in 2017 was dit gestegen tot 800.

In de jaren 50 van de 20e eeuw sprak ongeveer 90% van de bevolking Fries en 10% Tsjalberters, een variant van het Stellingwerfs Nedersaksisch dat was meegenomen door de Gietersen. Van de schoolgaande kinderen was voor 1,85% het Tsjalberters de omgangstaal midden jaren 50. In 2011 stierf de laatste spreker van het Tsjalberters (Gieters) in Luinjeberd.

## Bekende inwoners
- Van 1841 tot 1850 was Anthony Winkler Prins predikant te Tjalleberd.
- Jan Wuite (1877-1946), burgemeester van Smallingerland.
- Henk de Wilde (1917-2004), gedeputeerde voor Friesland en burgemeester van Schagen
- Nederlands topdammer Jannes van der Wal is in Tjalleberd opgegroeid.
- Henk Pijlman (bestuurder) is in Tjalleberd opgegroeid.

## Openbaar vervoer
- Streekbus 23: Heerenveen - Luinjeberd - Tjalleberd - Gersloot - Luxwoude - Tijnje - Nij Beets - Boornbergum - De Wilgen - Drachten

## Sport
- VV Aengwirden